# Jean Robic
Jean Robic (ur. 10 czerwca 1921 w Vouziers, zm. 6 października 1980 w Claye-Souilly) – francuski kolarz szosowy i przełajowy, zwycięzca Tour de France i mistrz świata w kolarstwie przełajowym.

## Kariera
Szczytem jego kariery była wygrana w generalnej klasyfikacji Tour de France w 1947 roku. Robic był pierwszym zwycięzcą tego wyścigu po II wojnie światowej. Dokonał tego, mimo iż przez cały czas trwania tej edycji wyścigu, ani razu nie założył żółtej koszulki. Dopiero na ostatnim etapie, na 140 km przed metą w Paryżu zaatakował i niespodziewanie wygrał cały wyścig.
Jego zwycięstwo przez wiele lat było dla Francuzów kwestią sporną. Jedni cieszyli się, że to Francuz odniósł zwycięstwo w wyścigu, tym bardziej, że ostatni etap i pojedynek między Robikiem a Włochem Pierre'em Brambillą był bardzo emocjonujący. Inni jednak mieli mu za złe, że złamał niepisane zasady ostatniego etapu, który w Tour de France tradycyjnie jest "etapem przyjaźni", tzn. nikt nie decyduje się na ataki mogące zagrozić pozycji lidera.
Łącznie wygrał sześć etapów TdF, zajmując przy tym również czwarte miejsce w klasyfikacji generalnej w 1949 roku oraz piąte trzy lata później. W latach 1947–1950 i 1952 zajmował trzecie miejsce w klasyfikacji górskiej Tour de France.
Równocześnie startował w kolarstwie przełajowym. Największy sukces w tej dyscyplinie osiągnął w 1950 roku, kiedy zdobył złoty medal podczas przełajowych mistrzostw świata w Paryżu. W zawodach tych wyprzedził dwóch swoich rodaków: Rogera Rondeauxa oraz Pierre'a Jodeta. Była to pierwsza edycja mistrzostw świata, został więc pierwszym w historii mistrzem świata w kolarstwie przełajowym. Był to jednak zarazem jedyny medal wywalczony przez niego na międzynarodowej imprezie tej rangi. Kilkakrotnie zdobywał medale przełajowych mistrzostw Francji, w tym złote w latach 1945 i 1947.
Nigdy nie wystąpił na igrzyskach olimpijskich. W 1961 roku zakończył karierę. Zginął 16 października 1980 w Claye-Souilly w wypadku samochodowym.

## Ważniejsze sukcesy
- Zwycięstwo w Tour de France 1947
- Złoty medal Mistrzostw Świata w Kolarstwie Przełajowym 1950
- Mistrzostwo Francji w kolarstwie przełajowym w 1945 r.

## Miejsca w Tour de France
- Tour de France 1947: 1. miejsce (3 zwycięstwa etapowe)
- Tour de France 1948: 16. miejsce
- Tour de France 1949: 4. miejsce (1 wygrany etap)
- Tour de France 1950: 12. miejsce
- Tour de France 1951: 27. miejsce
- Tour de France 1952: 5. miejsce (1 wygrany etap)
- Tour de France 1953: nie ukończył (1 wygrany etap)
- Tour de France 1954: nie ukończył
- Tour de France 1955: nie ukończył
- Tour de France 1959: nie ukończył